# Koko (gorille)
Pour les articles homonymes, voir Koko.
Koko (4 juillet 1971, San Francisco, Californie - 19 juin 2018), était une femelle gorille vivant en captivité  connue pour être capable de communiquer en langue des signes. Koko est son surnom : son véritable nom est en japonais Hanabi-ko (花火 子), c'est-à-dire "enfant de feu d'artifice", car née le jour de la fête nationale américaine. 

Elle a été éduquée par l'éthologue Penny Patterson. Selon celle-ci, Koko maîtrisait plus de 1 000 signes différents, dont 500 couramment, issus de la langue des signes américaine.
Son acculturation semble lui avoir conféré des comportements inconnus chez les gorilles. Ainsi elle aimait garder des animaux de compagnie, a passé avec succès le test du miroir. Koko a la capacité d'inventer de nouveaux signes, une perception de l'écoulement du temps semblable à l'homme et a conscience de la mort (elle a exprimé sa tristesse lors de la mort de l'acteur Robin Williams qu'elle avait rencontré après l'avoir vu dans des films).
En 2016, lors d'un reportage pour la BBC, Penny Patterson éprouve du regret de ne pas avoir trouvé un gorille mâle avec qui Koko aurait pu s'accoupler et avoir une progéniture. La chercheuse affirme avoir décelé très tôt des envies de materner chez la femelle gorille. De nombreux reportages et documentaires montrent Koko signant son désir de materner.
Penny Patterson a conscience que ses recherches et sa relation avec l'animal ont privé Koko d'une vie sociale naturelle entre ses congénères. Mais ses travaux ont permis de mettre en lumière que les gorilles possèdent une certaine conscience d'eux-mêmes (comme d'autres espèces) et qu'ils sont capables de ressentir des émotions complexes comme l'a fait Koko tout au long de sa vie.
Koko a fait la couverture du magazine National Geographic à deux reprises.
Koko est morte à 46 ans dans son sommeil le 19 juin 2018, dans la Gorilla Foundation à Woodside en Californie, entourée de Penny Patterson et de son équipe.

## Filmographie
- 1978 : Koko, le gorille qui parle, film documentaire (1h25) de Barbet Schroeder.
- 1986 : Gorilla, film documentaire (57 min) de Barbara Jampel[7].
- 1999 : Conversations avec Koko le Gorille, film documentaire (49 min)[8]. Titre original A conversation with Koko[9].
- 2016 : Koko, The Gorilla Who Talks to People (59 min) de la BBC.

## Dans la culture populaire
- L'auteur de bandes dessinées Tienstiens fait une référence explicite à Koko dans son ouvrage Koko n'aime pas le capitalisme[10] ;
- Koko a été mentionnée comme le prédécesseur d'Amy le singe qui parle dans le roman Congo de Michael Crichton ; elle a servi d'inspiration pour Sophie dans l'épisode Parole de singe (Fearful Symmetry) de la série X-Files ;
- L'histoire de Koko est présente dans l'épisode 2 de la saison 3 de la série Nip/Tuck par le personnage de Kiki le gorille ;
- Koko est évoquée dans l'épisode 10 de la saison 3 de la série The Big Bang Theory, quand Penny demande à Sheldon de lui apprendre « un peu de physique », Sheldon lui répond :

« On est parvenu à apprendre le langage des signes à Koko le gorille, je devrais donc pouvoir t'enseigner les bases de la physique.
— C'est super ! C‘est un peu insultant, mais c'est super ! Je serai Koko !
— Hum, improbable. Koko a appris 2 000 expressions, et le mot "chaussure" ne fait pas partie de son vocabulaire » ;
- Koko est indirectement évoquée dans l'épisode Jurassic Bark de Futurama, quand Bender indique qu'il peut aimer des êtres inférieurs de la même façon qu'autrefois un gorille a aimé un chat.
- Dans le 23e film de Pokémon, le protagoniste principale, qui a été élevée depuis son enfance par des Zarudes (sortes de Pokémon lémures), se nomme Coco (Koko en japonais). D'où le titre japonais Pocket Monsters KOKO.